# قرار مجلس الأمن التابع للأمم المتحدة رقم 453
قرار مجلس الأمن التابع للأمم المتحدة رقم 453، الذي تم تبنيه بالإجماع في 12 سبتمبر 1979، بعد دراسة طلب سانت لوسيا للانضمام إلى عضوية الأمم المتحدة، أوصى المجلس الجمعية العامة بقبول سانت لوسيا.